# Lista de bairros de Timóteo

Mapa de localização dos bairros de Timóteo (clique na imagem para ampliar)

Essa é a lista de bairros de Timóteo, que são as divisões oficiais do município brasileiro supracitado, localizado no interior do estado de Minas Gerais. Foram levados em consideração os bairros oficiais cadastrados pelos censos demográficos realizados pelo Instituto Brasileiro de Geografia e Estatística (IBGE). Em 2020, a relação da prefeitura de Timóteo contabilizava a existência de pelo menos 52 bairros, porém aqui foram apreciados somente os 39 reconhecidos pelo IBGE, que possuem disponibilidade de dados.
O município também é dividido em sete "regionais" pela prefeitura com intuito administrativo, nomeadas conforme a localização geográfica. De acordo com o IBGE em 2022, o bairro mais populoso era o Cachoeira do Vale, com 6 515 habitantes, sendo seguido pelo Ana Rita (4 732 residentes) e pelo Primavera (4 681 pessoas). O começo do povoamento ocorreu em meados do século XIX, com o estabelecimento da agropecuária na região do atual bairro Alegre. No entanto, o impulso que incentivou a emancipação, ocorrida em 1964, foi a instalação da Acesita (atual Aperam South America) em 1944.
A pedido da antiga Acesita foi construída uma vila operária destinada a seus trabalhadores, paralela ao núcleo urbano original. Essa situação levou à divisão da cidade em dois agrupamentos: um composto pelos bairros construídos pela empresa, região que cresceu ao redor do Centro-Norte e ainda hoje é conhecida como "Acesita", e o outro formado a partir das ocupações originais no Centro-Sul, que por sua vez é referido como "Timóteo".

## Bairros de Timóteo
| Bairro                       | Área (km²) | Regional | Habitantes (2022) | Domicílios particulares (2022) |        |     |       |       |       |
| ---------------------------- | ---------- | -------- | ----------------- | ------------------------------ | ------ | --- | ----- | ----- | ----- |
| Bairro                       | Área (km²) | Regional | Habitantes (2022) | Domicílios particulares (2022) | Alegre | 1,9 | Leste | 3 372 | 1 211 |
| Alphaville                   | 6,5        | Leste    | 1 778             | 583                            |        |     |       |       |       |
| Alvorada                     | 0,6        | Sudoeste | 3 545             | 1 379                          |        |     |       |       |       |
| Ana Malaquias                | 1,5        | Sul      | 1 478             | 489                            |        |     |       |       |       |
| Ana Moura                    | 10,4       | Sudoeste | 3 361             | 1 186                          |        |     |       |       |       |
| Ana Rita                     | 0,7        | Sul      | 4 732             | 1 650                          |        |     |       |       |       |
| Bela Vista                   | 0,6        | Sul      | 1 455             | 526                            |        |     |       |       |       |
| Bromélias                    | 1,3        | Norte    | 2 722             | 1 150                          |        |     |       |       |       |
| Cachoeira do Vale            | 2,3        | Oeste    | 6 515             | 2 391                          |        |     |       |       |       |
| Centro-Norte                 | 0,6        | Norte    | 1 225             | 632                            |        |     |       |       |       |
| Centro-Sul                   | 0,4        | Sul      | 1 258             | 491                            |        |     |       |       |       |
| Córrego do Caçador           | 1,1        | Sudeste  | 1 474             | 510                            |        |     |       |       |       |
| Cruzeirinho                  | 0,4        | Nordeste | 1 129             | 430                            |        |     |       |       |       |
| Distrito Industrial Limoeiro | 2,2        | Leste    | 15                | 6                              |        |     |       |       |       |
| Funcionários                 | 0,4        | Norte    | 1 387             | 556                            |        |     |       |       |       |
| João XXIII                   | 0,4        | Sudeste  | 993               | 385                            |        |     |       |       |       |
| John Kennedy                 | 0,4        | Sudeste  | 725               | 279                            |        |     |       |       |       |
| Limoeiro                     | 0,9        | Leste    | 2 057             | 709                            |        |     |       |       |       |
| Macuco                       | 1,8        | Leste    | 2 948             | 1 037                          |        |     |       |       |       |
| Nossa Senhora das Graças     | 1,1        | Sul      | 852               | 310                            |        |     |       |       |       |
| Nova Esperança               | 0,8        | Leste    | 817               | 281                            |        |     |       |       |       |
| Novo Horizonte               | 1,7        | Nordeste | 1 956             | 696                            |        |     |       |       |       |
| Novo Tempo                   | 1,0        | Sudoeste | 3 787             | 1 342                          |        |     |       |       |       |
| Núcleo Industrial            | 3,5        | Norte    | 26                | 8                              |        |     |       |       |       |
| Olaria                       | 2,2        | Nordeste | 1 516             | 603                            |        |     |       |       |       |
| Petrópolis                   | 6,9        | Oeste    | 896               | 325                            |        |     |       |       |       |
| Primavera                    | 5,3        | Sudeste  | 4 681             | 1 734                          |        |     |       |       |       |
| Quitandinha                  | 0,4        | Nordeste | 1 850             | 706                            |        |     |       |       |       |
| Recanto Verde                | 0,3        | Leste    | 4 585             | 1 611                          |        |     |       |       |       |
| Santa Cecília                | 0,8        | Sul      | 1 448             | 544                            |        |     |       |       |       |
| Santa Maria                  | 4,6        | Nordeste | 4 591             | 1 665                          |        |     |       |       |       |
| Santa Terezinha              | 0,9        | Leste    | 1 697             | 606                            |        |     |       |       |       |
| São Cristóvão                | 1,3        | Sudoeste | 640               | 253                            |        |     |       |       |       |
| São José                     | 2,4        | Sul      | 2 964             | 1 123                          |        |     |       |       |       |
| Serenata                     | 0,1        | Norte    | 1 207             | 443                            |        |     |       |       |       |
| Timirim                      | 0,4        | Sudeste  | 2 003             | 776                            |        |     |       |       |       |
| Timotinho                    | 0,4        | Sudoeste | 1 201             | 451                            |        |     |       |       |       |
| Vale Verde                   | 0,5        | Sudoeste | 938               | 318                            |        |     |       |       |       |
| Vila dos Técnicos            | 0,2        | Norte    | 502               | 200                            |        |     |       |       |       |